# Potrošnja
Potrošnja je dejanje uporabe surovin za zadovoljevanje trenutnih potreb. Je nasprotje investiranja, ki je trošenje za pridobitev prihodnjega prihodka. Potrošnja je velik koncept v  ekonomiji, preučujejo jo pa tudi druge družbene vede.
Različne ekonomske šole poznajo različne opredelitve potrošnje. Prevladujoči ekonomisti trdijo, da šteje kot potrošnja le končni nakup novo proizvedenih dobrin in storitev s strani posameznikov za takojšnjo uporabo. Druge oblike izdatkov, kot so naložbe, vmesna potrošnja in vladna potrošnja so v ločenih kategorijah. Drugi ekonomisti opredeljujejo potrošnjo širše, kot agregat vse ekonomske dejavnosti, razen oblikovanja, proizvodnje in trženja dobrin in storitev.